# كاميرون إدواردز
كاميرون إدواردز (بالإنجليزية: Cameron Edwards)‏ (27 مارس 1992 في أستراليا - ) هو لاعب كرة قدم أسترالي في مركز الوسط. لعب مع نادي ريدنغ وCockburn City SC ‏ وSPA F.C. ‏.

## وصلات خارجية
- كاميرون إدواردز على موقع قاعدة بيانات كرة القدم.إي يو (الإنجليزية)
- كاميرون إدواردز على موقع Soccerbase.com (لاعب) (الإنجليزية)